# تاول مکیدن
تاولِ مکیدن (انگلیسی: Sucking blister) گونه‌ای از وضعیت پوستی است که به دلیل مکیدن نواحی حساس در زمان تولد نوزاد مشاهده می‌شود.